# Quircot
Quircot es un barrio situado a dos kilómetros al noroeste de la ciudad de Cartago, perteneciente al distrito de San Nicolás, en el cantón central de la provincia de Cartago, Costa Rica.

## Historia
Quircot es uno de los pueblos más antiguos del país. En 1569, cuando sus habitantes, pertenecientes a la etnia huetar, fueron repartidos a encomenderos españoles por el gobernador Perafán de Rivera y Gómez, reinaba en él un monarca indígena llamado Pixtoro. Los frailes franciscanos establecieron allí una reducción alrededor de 1575, cuya patrona fue la Inmaculada Concepción. Hasta 1826 su población fue exclusivamente indígena, pero debido a su vencidad con la ciudad de Cartago sus habitantes fueron utilizados frecuentemente como mano de obra forzosa o semiforzosa en provecho de la población española y perdieron rápidamente su idioma, traje y costumbres.
Durante la dominación española el pueblo contó con su propio cabildo o municipalidad, que fue suprimido en 1836 por el gobierno de Braulio Carrillo Colina. Como otras comunidades indígenas del Valle Central de Costa Rica, la población perdió además sus tierras comunales, que fueron confiscadas y vendidas en pública subasta.
La iglesia de Quircot, construida en la segunda mitad del siglo XIX y restaurada en el decenio de 1970, es representativa de la arquitectura religiosa franciscana de Costa Rica. Aunque aún se utiliza como templo, contiene además una colección de imágenes, muebles y otros objetos que datan de los siglos XVI y XVII. 
La iglesia, donde se venera la imagen de la Inmaculada Concepción, fue incorporada al Patrimonio Histórico Arquitectónico de Costa Rica, según Decreto Ejecutivo N.º 30787-C, publicado en La Gaceta N.º 205 del 24 de octubre de 2002.

### Monografía histórica
Situada al noroeste del Valle del Guarco, Quircot fue un antiguo asentamiento indígena, cuya existencia se remonta en varios siglos antes de la llegada de los europeos a nuestro continente.
El arqueólogo C. V. Hartman, investigó un cementerio precolombino, en el área de Quircot, con aproximadamente 205 tumbas, casi todas pertenecientes al periodo tardío del año 1000 al 1750 d. C.
A la llegada de los españoles los pobladores originales de Quircot, eran principalmente de la etnia Huetar, estaban ligados culturalmente con los Chibchas sudamericanos.
Mantenían un intenso intercambio cultural y comercial tanto con los pueblos nicoyanos emparentados con los Mayas y Aztecas del norte de Mesoamérica, así como con los cacicazgos de: Acseri, Boruca, Coto, Garabito, Curridaba, Guarco, Pacaca, Pococi, Quepo, Suerre, Tariara, Votos y Talamanca, este último se refiere a Konok Ara, la nación de Ara, conformada principalmente por pueblos de origen Bribri, Brunca, Cabécar, Teribes o Terrabas, Tiriacas, Siguas y Urinámas; lo que hacía de Quircot, tal vez el más importante centro de intercambio e interacción de las poblaciones indígenas del área, activo a la llegada de los españoles.
En los documentos de la conquista y la colonia el nombre varía: Quericó, Quercoc, Quirco y Quircot.
En cuanto a su etimología tradicionalmente se le ha asignado a este nombre un probable origen huetar, por la naturaleza étnica de la mayoría de sus habitantes a la llegada de los españoles, y se especulaba que presumiblemente significaba: “El Cot Grande”, pero ciertamente en el rigor etimológico correspondiente, en cuanto a su origen huetar, este nombre o vocablo, solo sería clasificable como de “significado desconocido”…
Sin embargo como voz de origen cabécar la palabra da pie para dividirse en el segmento Qui de kë, significa: ‘hermano’, como en Queveri, río y cerro de Tapantí también en Cartago, y el vocablo cot (Köt), como en Cot poblado de las faldas del Irazu, lo que nos daría como resultado la significancia de: ‘lugar hermano de Cot’, similar a lo que sucede con Quirazú: cerro y quebrada en las cercanías de Quircot, cuyo nombre significaría: ‘hermano del Irazú’ y en el cual efectivamente se supone existe una vena de dicho volcán,  o con Quirí, río de Tapantí, cuyo significado es ‘río del hermano’.
En 1564 Benito Román fue nombrado “Encomendadero de Yara y Quircot”.
En 1568, reinaba en Quircot un monarca indígena llamado Pixtoro, y que en una conjura con los huetares de occidente hace que los indígenas de Quircot, que eran huetares de oriente, se levantaran en armas contra los españoles, llegando incluso a sitiar la incipiente ciudad de Cartago, que era entonces el más importante asentamiento español del área, obligando a los europeos a refugiarse en las iglesias. 
De Guatemala llegan en auxilio tropas españolas al mando de Perafán de Rivera, para intervenir en la guerra contra los indios, rompen el sitio contra la ciudad y ponen en retirada a los indígenas.
En 1569, sin autorización de la Corona española, Perafán de Rivera recurre a la encomienda y reparte a los indígenas de Quircot, la población debió de ser numerosa, pues encomendó entre 170 y 300 indios a los ibéricos Romano y Ramiro Benito, además dividió la población restante en tres sectores, a saber el primero: “Quircot”, propiamente dicho, dejándola en su ubicación natural; “Quercua ”, nombre dado por los españoles en referencia a un viejo bosque de robles del lugar, ubicándola al oeste de la población de Quircot, al norte de los montes de Quirazú y al noroeste de Chomogo (laguna en huetar) , y por último “Yara”, actualmente “Taras” ubicada al sur de Quircot.
En 1570 los españoles de la zona, comprendiendo el eminente peligro que les significaban los indígenas de Quircot, emprenden una agresiva evangelización o catequización de los indígenas. 
La Orden Sacerdotal de los Franciscanos Recoletos es la encargada de esta tarea, construyeron una Ermita o Santuario en un despoblado al norte de la población de Quircot y trajeron de Guatemala la imagen de Nuestra Señora de la Inmaculada Concepción.
El 10 de octubre de 1605 don Diego de Sojo y Peñaranda nombrado Defensor de los Indios de Talamanca, fundó, a unos cuarenta y siete kilómetros aguas arriba de la desembocadura del río Terire, la ciudad de Santiago de Talamanca, nombró Ayuntamiento y sentó los límites de la jurisdicción,  se destaca por su gran despotismo y crueldad en contra de los indios.
En el año 1610 las crónicas españolas registran el inicio de la primera ‘Gran Rebelión de los Indios de Talamanca’, donde fueron muertos por los indígenas los europeos: Jan Gemir Lleonart, Fernández de la Pastora de la Orden de Calatrava, Andrés de Farfán 
Luis de Fonseca y Gallardo, Juan García y Acevedo, Francisco Garrido, Juan Gallardo, Francisco Gómez, Adrián Gorrays, Lorenzo Antonio de Granda y Balbín
Además de la esposa y las hijas del señor Alcalde Ordinario de Talamanca Don Pedro de Flores, cuyos nombres no se registran.
El Fuerte de Sant Alifonso, principal baluarte español en la zona, fue totalmente destruido.
A esta rebelión indígena, se sumó el caudillo espiritual y jefe guerrero de Quircot, llamado Karke Yara, un indio alto, fornido y velludo que usaba un gran sombrero cónico tejido con hojas de palma y que anunciaba su presencia antes del combate con un agudo y profundo silbido, junto con él fueron un numeroso grupo de guerreros rebeldes de Quircot.
Como represalia Quircot fue convertido en uno de los primeros ‘reductos de indios’, guetos segregacionales controlados por los Frailes Recoletos, de acuerdo con las indicaciones de la iglesia y la corona.
En 1680, la Ermita de Quircot es elevada al rango de Parroquia, junto con Tucurrique, Tobosi y Cot, para ese entonces la ermita era una construcción de adobes, horcones y paja.
En 1709, el chamán y líder espiritual PeDre Kong SaLa, el Usekar Kapa, de Konok Ara, la nación de Ara, llamada por los ibéricos Talamanca, junto con PaBrü Presberi, el “Rey lapa”, Brú-Jawaye de Konok Ara, el “Ara Wambruk” (- mesías, caudillo guerrero y rey supremo de Talamanca-), en pie de guerra contra los españoles por el establecimiento de los ‘reductos de indios’, inician la que llegaría a ser conocida en las crónicas españolas como la gran “Rebelión General de los Indios de Talamanca”, enfrentando y derrotando a una importante tropa militar española proveniente de Cartago, en el encuentro mueren 18 soldados españoles y algunos sacerdotes, que los acompañaban en esta incursión, de los que solo sobrevive Fray Antonio Arande.
Algunos guerreros indígenas de Quircot, se sumaron a la rebelión general de PaBrü Presbere azuzados por Yara o Yara-wi, hijo de Ara, una especie de chamán conocido como BakeLe, el zorro, que aunque era de origen cabécar, tenía vida marital con una de las princesas huetares de Quircot.
Con el arribo de las tropas provenientes de Guatemala, los insurrectos indígenas se vieron obligados a batirse en retirada hacia las seguras selvas, montañas y bosques de la impenetrable Talamanca para emprender una guerra de resistencia.
En 1710, Pabrü Presberi, fue capturado y trasladado a Cartago y después de un burdo proceso fue ajusticiado por los arcabuceros del real ejército español en la Plaza mayor de Cartago, posteriormente su cabeza fue cercenada del cadáver, empalada en una pica y expuesta a la vista pública en el centro de dicha plaza. 
Mientras que Yara, sin que mediara proceso alguno que dejara testimonio registral del acto, fue decapitado en una ceremonia presidida por los frailes Recoletos, frente a la ermita de Quircot.
Cuenta una leyenda que de su sangre brotó un ejército de colibríes, símbolo indígena de resurrección.
Las represalias españolas contra las poblaciones indígenas fueron duras y severas, imponiéndoseles el servicio esclavo y humillante, incluso como bestias de carga, al servicio de los encomendaderos y muchos de ellos fueron vendidos como esclavos para el trabajo forzado en las minas del Perú, así encadenados como bestias fueron embarcados y alejados para siempre de sus familias, de sus tierras y de sus gentes.
La antigua población de Quircot languideció y estuvo a punto de desaparecer, esto obligó a que los españoles regresaran a los indígenas a su respectiva doctrina.
Hacia 1775, o sea 65 años después aproximadamente, la población de Quircot que había aumentado considerablemente en 1800 individuos, se vuelve a levantar en armas contra los españoles, esta vez bajo el mando de un indio mestizo, José Rafael “Chiquito” Monxe, cuyo nombre indígena era Kuarasí Yara cuentan que era nieto del legendario cacique Yara (el Inmortal) y dicen que tenía la estampa de su abuelo y que cuando combatía dos colibríes revoloteaban sobre sus hombros.
Los indígenas de Quircot que se habían sublevado en protesta por las obligatorias cargas “contributivas” que les habían sido impuestas por la Iglesia bajo la administración de los curas Franciscanos Recoletos, entre otras las más importantes eran: 
6 Reales de plata y 6 candelas de cera por amonestaciones, 
4 Reales de plata por arras, 
3 Pesos de cacao por nacimiento, y 
12 Fanegas de maíz anualmente. 
Pero los miembros del cabildo indígena negociaron con los españoles la liberación de estas cargas a espaldas de José Rafael “Chiquito”, traicionando de esta manera a su líder guerrero, que al verse atrapado en la celada prevista por los ibéricos huyó internándose para siempre en las montañas de la Carpintera, cuenta la leyenda que 100 soldados españoles fueron tras de él, con la intención de capturarle, pero, sin embargo, nunca se volvió a saber nada de ellos, ni tampoco de José Rafael “Chiquito” Monxe.
Aunque los españoles cumplieron su palabra en relación con las cargas e impuestos eclesiásticos, aun y cuando los encargados de la Parroquia pasaron a ser los frailes observantes capuchinos de la Orden Franciscana, la población indígena empezó a ser progresiva y metódicamente distribuida entre los diferentes “encomendaderos” españoles y de esta forma fue languideciendo nuevamente, hasta convertirse en un inofensivo grupo de indígenas que no representaba ninguna amenaza para la creciente población de Ibéricos.
Y si bien, durante la dominación española, el pueblo contó con su propio cabildo, con el advenimiento de la vida ciudadana, en 1836 durante el gobierno de Braulio Carrillo Colina, el cabildo fue suprimido y como la mayoría de las comunidades indígenas del Valle Central de Costa Rica, la población perdió además sus tierras comunales, que fueron confiscadas y vendidas en subasta pública.